# Marek Tombarkiewicz
Marek Janusz Tombarkiewicz (ur. 23 maja 1967 w Chorzowie) – polski lekarz, doktor nauk medycznych, specjalista anestezjologii i intensywnej terapii, a także medycyny ratunkowej, w latach 2016–2018 podsekretarz stanu w Ministerstwie Zdrowia.

## Życiorys
Ukończył w 1991 studia na Wydziale Lekarskim w Zabrzu Śląskiej Akademii Medycznej w Katowicach. W 1995 uzyskał I stopień specjalizacji w zakresie anestezjologii i intensywnej terapii, a w 1999 II stopień specjalizacji w Centrum Medycznym Kształcenia Podyplomowego w Warszawie. W 2004 uzyskał tytuł specjalisty w dziedzinie medycyny ratunkowej. Stopień doktora nauk medycznych uzyskał na podstawie rozprawy pt. Ocena warunków intubacji dooskrzelowej i wybranych następstw klinicznych przy użyciu różnych środków zwiotczających w 2008 na Śląskim Uniwersytecie Medycznym w Katowicach.
Pracę rozpoczął w 1992 w Szpitalu Powiatowym w Staszowie, pracując kolejno na stanowiskach: asystenta i zastępcy ordynatora Oddziału Anestezjologii i Intensywnej Terapii. W latach 2001–2007 był ordynatorem Szpitalnego Oddziału Ratunkowego Szpitala Specjalistycznego w Końskich. W latach 2006–2008 pełnił funkcję pełnomocnika Wojewody Świętokrzyskiego ds. Medycyny Ratunkowej i konsultanta wojewódzkiego w dziedzinie medycyny ratunkowej (do 2016). W 2007 został dyrektorem naczelnym Samodzielnego Publicznego Zespołu Zakładów Opieki Zdrowotnej w Staszowie. W tym samym roku był bezpartyjnym kandydatem do Sejmu z listy Prawa i Sprawiedliwości.
7 stycznia 2016 objął stanowisko podsekretarza stanu w Ministerstwie Zdrowia. Z rządu odszedł w marcu 2018.
15 czerwca 2018 decyzją ministra zdrowia Łukasza Szumowskiego został powołany na stanowisko dyrektora Narodowego Instytutu Geriatrii, Reumatologii i Rehabilitacji im. prof. dr hab. med. Eleonory Reicher w Warszawie. Z tego stanowiska został odwołany 13 marca 2024 roku.
W czerwcu 2024 został powołany na dyrektora Szpitala Specjalistycznego Ducha Świętego w Sandomierzu